# Kwame Nkrumah-Acheampong
Kwame Nkrumah-Acheampong, né le 19 décembre 1974 à Glasgow, surnommé « Le Léopard des neiges », est un skieur ghanéen et le premier sportif du Ghana de l'histoire à participer aux Jeux olympiques d'hiver, lors des Jeux de Vancouver en 2010, où il a pris part aux compétitions de slalom et de slalom géant.

## Biographie
Kwame Nkrumah-Acheampong découvre le ski en 2004 alors qu'il poursuit des études de tourisme au Royaume-Uni et qu'il travaille dans la station de ski indoor de Milton Keynes : « J’ai demandé à un ami moniteur s’il pouvait me donner une leçon. Ça n’a duré qu’une demi-heure, c’est la seule leçon que j’ai jamais prise, mais j’ai tout de suite su que j’avais trouvé ma voie ».
Il dispute sa première compétition internationale à Val Thorens, en février 2005, où il se classe 68e du slalom géant. Il participe ensuite à de nombreuses courses, notamment en Argentine ou en Islande dans le but de participer aux Jeux olympiques de Turin en 2006. Alors qu'il doit participer à une épreuve de qualification, son matériel de ski est perdu en Iran et Kwame Nkrumah-Acheampong doit renoncer aux Jeux.
Entouré de son entraîneur, le skieur ouzbek Denis Grigoriev, de son préparateur physique Tim Allardyce et de son directeur sportif Richard Harpham, il effectue sa préparation en Italie dans la petite station de Pampeago, située dans les Dolomites, qui lui fournit gratuitement le logement, la nourriture et l'accès aux remontées mécaniques pour le quatrième hiver consécutif en 2010.
Lors des Mondiaux 2009 à Val-d'Isère, Kwame Nkrumah-Acheampong se classe 67e de l'épreuve du slalom. Grâce à sa participation à cet évènement sportif et à ses performances dans des compétitions internationales comme sa 16e place dans le slalom de Shemshak en Iran, il obtient sa qualification pour les Jeux olympiques d'hiver de 2010 à Vancouver. Il devient ainsi le premier athlète ghanéen à participer aux Jeux olympiques d'hiver.
À l'approche des Jeux olympiques, Kwame Nkrumah-Acheampong et son encadrement technique s'installent dans la station de ski du Mount Washington, sur la côte est de l'île de Vancouver. Ils parviennent à réunir les fonds nécessaires à leur séjour grâce au soutien financier du comité international olympique et du bookmaker irlandais Paddy Power. En référence à son surnom, le « léopard des neiges », l'athlète ghanéen a commandé une combinaison de ski tachetée, créée spécialement pour les Jeux. Dans les jours qui précèdent l'ouverture de la compétition, il rencontre des compatriotes résidant en Colombie-Britannique.
Dans l'épreuve du slalom des Jeux olympiques, il termine au 47e rang, soit à l'avant-dernière place de la course.

## Résultats

### Jeux olympiques
| Épreuve / Édition | Vancouver 2010 |
| Slalom            | 47e            |

### Championnats du monde
| Épreuve / Édition | Åre 2007 | Val d'Isère 2009 | Garmisch Partenkirchen 2011 |
| Slalom géant      | 66e      | 87e              | 124e                        |
| Slalom            | -        | 67e              | 76e                         |